# Cybersquatting
Cybersquatting (též doménový squatting) je označení pro registraci a následné užívání doménového jména ve zlé víře na úkor obchodní značky, názvu anebo jména jiné osoby. Ve většině případů je na zaregistrovanou doménu umístěna reklama a nabídka k prodeji domény. Je běžným jevem i přímá nabídka odprodeje domény vlastníkovi, na jehož úkor byla doména registrována.
Slovo cybersquatting je kombinací slov cyber (ze slova Kybernetika) a squatting (obsazování prázdných domů a jejich obydlování bez povolení majitele objektu). S cybersquattingem se zvláště potýkají velké společnosti, protože domény jejich produktů mají větší návštěvnost a mohou tak svému majiteli vydělat více peněz.

## Strategie cybersquattingu
Cybersquatteři si vytipovávají domény většinou podle potenciální návštěvnosti. Pokud se například chystá televize spustit nový pořad, snaží se registrovat doménu jakmile je vybráno jméno.
Ne vždy se musí jednat přímo o přesný název.

### TLD cybersquatting
Tato taktika je založena na národnostní preferenci užívání domén prvního řádu. Například pokud si firma zvolí jako svou stránku domena.com, pak si cybersquatter registruje domény na národních doménách prvního řádu jako domena.cz, domena.sk atd.

### Typosquatting
Typosquatting je postaven na překlepech uživatelů, kteří zadávají název webu přímo do adresního řádku v prohlížeči.
Příklady k překlepům domena.cz:
- dmena.cz - chybějící písmenko
- doemna.cz - prohozená písmenka
- wwwdomena.cz - chybějící tečka
- domenaa.cz - písmenko navíc

### Smazané domény
Jakmile doméně skončí expirační období je smazána. V tento okamžik si jí může znovu zaregistrovat kdokoliv. Pokud byla smazána kvůli nedbalosti majitele a získá jí cybersquatter, většinou nezbývá nic jiného, než nového majitele kontaktovat a pokusit se domluvit.

### Ostatní formy cybersquattingu
Za cybersquatting se považuje i použití obchodní značky v názvu domény bez vědomí majitele a její následné užívání ve zlé víře.
Příklady:
- wikipedia2.tld - tato varianta se používá zvláště u filmů a počítačových her
- nejlepsiwikipedia.tld
- wikipediablog.tld
- wikipediamobile.tld
- wikipediaforum.tld
- wikipediasucks.tld

Všechny výše zmíněné příklady jsou běžnou ukázkou cybersquattingu.

## Jak se s cybersquattingem bojuje
Dříve se využívaly soudy. Podala se žaloba k soudu, ten musel vydat předběžné opatření na zablokování domény, aby jí nemohl majitel převést na někoho jiného. Tohle vše ale byl často problém udělat bez vyjádření protistrany. Případné spory tak byly zdlouhavé.
Dnes se vše řeší pomocí arbitráže UDRP. Navrhovatel musí prokázat, že doména je matoucí/zavádějící s jeho značkou. Dále, že je doména využívána bezúčelně a současný majitel s ní nemá plány, které by nebyly v rozporu s obchodní značkou navrhovatele. A také musí prokázat zlou víru.

## Známé případy cybersquattingu v ČR
komercnibanka.biz - Komerční banka měla zájem o odkoupení domény komercnibanka.biz od majitele. Nedošlo však k "dohodě smírnou cestou"  a došlo na arbitráž, kterou Komerční banka vyhrála. V současnosti je doména přesměrována na domovskou stránku Komerční Banky.
ceskapojistovna.cz - spor se táhl od roku 2001 do konce roku 2004, než Vrchní soud udělil právo nakládat s doménou České Pojišťovně. Článek do pravidel o registraci .cz domén byl přidán do podmínek registrace až v polovině roku 2004.
ministerstvo-spravedlnosti.cz, obvodnisoud.cz, okresnisoud.cz, mestskysoud.cz, krajskysoud.cz, vrchnisoud.cz a nejvyssisoud.cz - Začátkem roku 2012 dospěl Rozhodčí soud při Hospodářské komoře ČR a Agrární komoře ČR k poměrně přelomovému rozsudku. Přiznal názvu ministerstvo spravedlnosti ochranu podle předpisů o ochraně práva právnické osoby na ochranu jejího názvu, a to s přihlédnutím k zvláštní povaze ministerstva jako organizační složky státu. Opřel se i o rozhodnutí Městského soudu v Praze, který označil užívání domén za nekalou soutěž.